# Aim for human rights
Aim for human rights is een Nederlandse organisatie die zich sinds 1981 inzet voor naleving van mensenrechten in binnen- en buitenland.
Aim for human rights heeft als visie dat mensenrechten de basis moeten vormen voor beleid en activiteiten van overheden, maatschappelijke organisaties en bedrijven, om zo het ideaal van een rechtvaardige samenleving dichterbij te brengen. De organisatie baseert zich in haar werk op internationale verdragen als de Universele Verklaring van de Rechten van de Mens.
Aim for human rights werkt vooral op de volgende thema's:
- vrouwenrechten
- mensenrechten en bedrijven
- gedwongen verdwijningen
- mensenrechten en Europees beleid

## Werkwijze
De organisatie streeft haar doelen na door:
- het ontwikkelen en verspreiden van methoden die de effecten van activiteiten op de mensenrechtensituatie meetbaar maken;
- het versterken van de capaciteiten van mensenrechtenorganisaties in het buitenland;
- lobby om het mensenrechtenbeleid te beïnvloeden van overheden, de Europese Unie en internationale organisaties als de Verenigde Naties.

### Samenwerking met partners
Aim for human rights richt zich speciaal op het samenwerken met en ondersteunen van lokale mensenrechtenorganisaties, omdat die vaak als eerste zien dat mensenrechten geschonden worden en in actie komen. Zij zijn ook het meest effectief in het verbeteren van de situatie: verandering kan alleen van binnenuit komen.  Ook werkt Aim for human rights samen met bedrijven, met als doel te zorgen dat meer ondernemingen mensenrechten respecteren.

### Human Rights Impact Assessment
Aim for human rights gaat ervan uit dat mensenrechten beter kunnen worden beschermd als de effecten van activiteiten op mensenrechten zichtbaar worden gemaakt. Overheden, maatschappelijke organisaties en bedrijven kunnen met hun activiteiten een positief of een negatief effect hebben op de mensenrechtensituatie in een land. Dit geldt zowel voor activiteiten die verbetering van mensenrechten als hoofddoel hebben – zoals het bestrijden van discriminatie – als voor activiteiten waarbij een effect op mensenrechten min of meer onbedoeld is - zoals bij een ondernemingsplan van een bedrijf. Internationaal wordt het evalueren van mensenrechteneffecten Human Rights Impact Assessment genoemd. Het is vergelijkbaar met de zogenaamde milieueffectrapportage die al veelvuldig wordt ingezet om milieueffecten te evalueren.

## Geschiedenis
Aim for human rights is in 1981 opgericht door Hivos, Humanitas en het Humanistisch Verbond. De organisatie heette toen nog Humanistisch Overleg Mensenrechten (HOM). 
Het doel was en is om vanuit de humanistische beweging bij te dragen aan een betere naleving van mensenrechten overal ter wereld. Aanvankelijk gebeurde dit via opinie en debat. In de loop der jaren ontwikkelde Aim for human rights zich tot een organisatie die zich specifiek richt op verhoging van effectiviteit bij het beschermen van mensenrechten. De vraag vanuit partnerorganisaties in het veld staat hierbij centraal.